# Oskar Messter
 (août 2022).
Oskar Messter, né le 21 novembre 1866 à Berlin et mort le 6 décembre 1943 à Tegernsee (Bavière), est l'un des pionniers du cinéma allemand.

## Biographie
Il a construit et vendu en 1896 l'un des premiers projecteurs utilisant une Croix de Malte, qui permet d'obtenir le mouvement intermittent du film. Cette invention lui est fréquemment attribuée, cependant Jules Carpentier en France, ainsi qu'un autre Berlinois, Max Gliewe, ont mis au point de manière indépendante ce procédé à peu près au même moment. Gliewe a finalement rejoint la société de Messter et ils ont produit ensemble des projecteurs qui connurent un grand succès.
Messter s'est lancé aussitôt dans la production cinématographique et a construit le premier studio de cinéma en Allemagne. En 1897, il a déjà produit 84 films montrant une grande variété de scènes. Quatre ans plus tard, il a séparé ses deux activités principales en deux sociétés distinctes de production cinématographique et de fabrication d'équipements optiques, projecteurs compris.
Il a fait la première projection de film sonore en Allemagne au théâtre Apollon de Berlin en 1903 avec un système appelé « Biophon », dans lequel un gramophone est couplé au projecteur. De 1909 à 1917, sa société de production a produit 350 films. En 1918, il a vendu sa société à la Universum Film AG nouvellement créée.
Il n'a produit qu'un film dans les années 1920. Il a publié ses mémoires en 1936.

## Filmographie partielle
- 1913 : Mimosa-san
- 1915 : Die Konservenbraut
- 1915 : Märtyrerin der Liebe
- 1915 : Er rechts, sie links
- 1916 : Das wandernde Licht
- 1916 : Frau Eva
- 1917 : Furcht
- 1917 : Die Prinzessin von Neutralien (de)
- 1917 : Rapunzel
- 1917 : Le Mariage de Louise Rohrbach (Die Ehe der Luise Rohrbach) de Rudolf Biebrach